# Ibrahim al-Yaziji

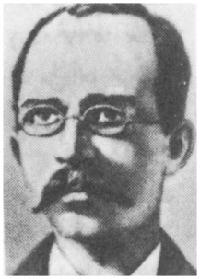
Ibrahim al-Yaziji

Ibrahim al-Yaziji (árabe ابراهيم اليازجي, Ibrahim al-Yāzijī ; 1847–1906) foi um filósofo, filólogo, poeta e jornalista cristão sirio. Ele pertencia à população católica grega do Mutasarrifate do Monte Líbano.

## Biografia
Ele foi editor de vários jornais e revistas, como Nagah, Tabib, Diya ', e foi instruído por jesuítas a traduzir a Bíblia para o árabe. A tradução, de 1876 a 1880, foi publicada e considerada mais rica linguisticamente do que a primeira tradução dos protestantes. Foi a segunda tradução da Bíblia para o idioma árabe. A primeira tradução foi aprovada pelos missionários protestantes americanos sob a liderança do missionário Cornelius Van Dyke, professor da Universidade Americana de Beirute junto com dois escritores e filólogos cristãos libaneses Butrus al-Bustani e Nasif al-Yaziji, de Ibrahim al-Yaziji pai. A tradução da Bíblia deles apareceu em 1866.
Uma das inovações mais significativas de Yaziji foi a criação de uma fonte árabe bastante simplificada. Ao reduzir as formas dos caracteres árabes de 300 para 60, ele simplificou os símbolos para que se parecessem mais com os caracteres latinos. Foi um processo que contribuiu para a criação da máquina de escrever árabe.
As traduções da Bíblia de Bustāni, Nasif al-Yaziji e Ibrahim al-Yaziji foram as primeiras na língua árabe moderna.

## Literatura
- Raif Georges Khoury: Importance et rôle des traductions arabes au XIX siècle comme moteur de la Renaissance arabe moderne. No : Les problems de la traduction arabe hier et aujourd'hui. Textes réunis par Naoum Abi-Rached. Strasbourg 2004. 47–95.
- Raif Georges Khoury: Quelques remarques sur le rôle des libanais dans la renascentista arabe moderne. No : Romanciers Arabes du Liban. Hrg. Edgard Weber. Toulouse 2002. 7-48.